# Korenpater
De Korenpater is een mythologisch figuur, een korengeest of kinderschrik die vooral voorkomt in Antwerpen en omgeving. De korenpater is verzonnen door volwassenen om er voor te zorgen dat kinderen uit de graanvelden zouden blijven, zodat ze de gewassen niet kapot maakten.
De korenpater verbleef volgens de mythe in het graanveld en gebruikte de korenbloem als lokaas: als een kind het veld in ging om de bloem te plukken, ving de korenpater het kind en sneed diens tenen er af.
De korenpatersbloem is een Vlaamse benaming voor de korenbloem.